# Лошак, Андрей Борисович
Андре́й Бори́сович Лоша́к (род. 20 ноября 1972, Москва) — российский журналист, репортёр, кинодокументалист, сценарист, редактор, продюсер.
В начале карьеры работал на телеканале НТВ. Корреспондент программ «Намедни», «Сегодня», «Страна и мир» (2001—2004), автор репортажей из цикла телепередач «Профессия — репортёр» (2004—2009).
Автор документальных фильмов и сериалов о современной России: «Путешествие из Петербурга в Москву: особый путь», «Холивар. История Рунета», «Березовский — это кто?», «Разрыв связи», «Пентагон», «Возраст несогласия», «Возраст несогласия. 2024» и других. Как кинодокументалист сотрудничал с телеканалами «Дождь» и «Настоящее время».
Сооснователь и главный редактор информационного портала и краудфандинговой платформы «Такие дела» (2015—2016). Редакционный директор российской версии журнала «Esquire» (2011—2013).
Лауреат премии Правительства Российской Федерации в области СМИ (2017). Лауреат национальной телевизионной премии «ТЭФИ» (2003) в номинации «Лучший репортер». Четырехкратный лауреат ежемесячной журналистской премии «Редколлегия».

## Биография
Андрей Лошак родился 20 ноября 1972 года в Москве в семье художников-графиков Бориса Григорьевича Лошака и Ольги Александровны Уваровой. Племянник журналиста Виктора Лошака, двоюродный брат журналистки и ведущей телеканала «Дождь» Анны Монгайт.
Окончил факультет журналистики МГУ им. М. В. Ломоносова в 1996 году. Начал работать на телевидении в 1995 году, когда на четвёртом курсе учебы в МГУ стал администратором в программе Леонида Парфёнова «Намедни. Неполитические новости за неделю» на телеканале НТВ, позже делал там небольшие сюжеты и незадолго до закрытия программы в 1996 году стал ее редактором. В 1997—2000 годах был сценаристом и шеф-редактором в ток-шоу о любви и сексе «Про это» на НТВ, для которой в частности придумал фразу-прощание «Нескучной вам ночи!», произносившуюся ведущей Еленой Хангой в конце программы.
В 2000—2001 годах в качестве сценариста и продюсера участвовал в создании документального сериала «Российская империя» на НТВ. С 2001 по 2004 год — корреспондент информационных программ «Сегодня» и «Страна и мир», а также обновленной программы «Намедни» на том же канале. В рамках работы над репортажами для «Намедни» общался с футбольными фанатами, представителями разных музыкальных молодёжных субкультур, националистами, наркоманами.
С осени 2004 по 2009 год — постоянный автор репортажей из цикла телепередач «Профессия — репортёр» на НТВ. Ушёл с НТВ в 2010 году.
По собственному признанию, за годы работы на НТВ посетил почти все страны Европы и СНГ, практически весь Кавказ, а также США, Таиланд, Камбоджу, Перу, Северную и Южную Корею. По большей степени занимался большими «гранд-репортажами» продолжительностью от семи до восьми минут и выходящими раз в неделю.
В 2009—2010 годах был одним из авторов шоу «Большой город» на СТС.
В 2010 году стал лауреатом премии «Человек дождя», вручаемой радиостанцией «Серебряный дождь», «за актуализацию протеста против нацизма в современном обществе».
В 2011—2013 годах работал редакционным директором журнала Esquire (Россия).
В 2012 году на НТВ вышел авторский пятисерийный цикл расследований Лошака «Россия. Полное затмение», сделанный в мокументальном жанре (от англ. «mockumentary»).
С 2013 по 2015 год Андрей Лошак работал на телеканале «Дождь», где ранее делал сюжеты для авторской передачи Леонида Парфёнова. Создавал для канала документальные фильмы и сериалы. В частности, в 2014 году сделал для «Дождя» 6-серийный документальный фильм «Путешествие из Петербурга в Москву: особый путь», который стал лауреатом премии «Лавровая ветвь» за 2015 год в номинации «Лучший документальный сериал».
С мая 2015 года по апрель 2016 года являлся сооснователем и главным редактором информационного портала и краудфандинговой платформы «Такие дела». До ноября 2017 года продолжал работать на этом портале как один из колумнистов.
В 2019 году снял документальный сериал «Холивар. История Рунета».
В июле 2020 года вышло интервью Андрея Лошака на канале «вДудь».
В декабре 2021 года вышел документальный фильм «Он такой один», снятый Андреем Лошаком к 15-летию «Тинькофф».
В феврале 2022 года вышел документальный сериал Лошака «Русские хакеры: Начало», посвященный зарождению хакерства в России и его влиянию на мир.
После вторжения России на Украину в марте 2022 года уехал из России в Грузию.
19 июня 2022 года Лошак выпустил документальный фильм «Разрыв связи» о расколах в российских семьях, которые произошли после вторжения России на Украину.
17 февраля 2023 года Минюст России внёс Лошака в список иностранных агентов.
14 октября 2023 года Лошак выпустил документальный фильм «Пентагон» о социальных проблемах современного российского общества, рассказывающий о живущих в бывшем общежитии, которое принадлежит администрации Новоузенска.

## Семья
- Первая жена (с 1995 по 2004 год) — Анжела Изяславовна Боскис (род. 9 августа 1973, Одесса)[1], приходится Андрею троюродной сестрой, работала с ним в ток-шоу «Про это», сейчас — креативный продюсер телеканала «Карусель» (от АО «Первый канал. Всемирная сеть»)[45][46]. Дочь инженера и литератора Изяслава Абрамовича Боскиса (род. 1943).
- Вторая жена — Ирина Филиппова[47], сценарист[48], продюсер[49].
- Сын — Борис (2016 г. р., от второго брака).
- Двоюродная сестра — Анна Монгайт, российская журналистка, креативный продюсер и ведущая телеканала «Дождь».
- Дядя — Виктор Лошак, российский журналист, бывший главный редактор газеты «Московские новости» и журнала «Огонёк».

## Взгляды
В феврале 2013 года записал для проекта «Против гомофобии» видеообращение в поддержку ЛГБТ-сообщества.
В марте 2013 года принимал участие в серии одиночных пикетов за освобождение участниц Pussy Riot Марии Алёхиной и Надежды Толоконниковой.
В интервью в 2014 году сообщил, что тележурналистика более не может быть для него основным способом заработка.
Резко осудил российское вторжение на Украину.

## Награды
- Медаль ордена «За заслуги перед Отечеством» I степени (27 июня 2007) — за большой вклад в развитие отечественного телевидения и многолетнюю плодотворную работу[54][55]. На вручении отсутствовал[56].
- В 2003 году награждён телевизионной премией ТЭФИ в номинации «Лучший репортёр»[57].
- В 2005 году стал лауреатом премии «Человек года» по версии журнала «GQ» в номинации «Лицо из телевизора»[58][59].
- В 2015 году стал лауреатом премии «Лавровая ветвь» за фильм «Путешествие из Петербурга в Москву: особый путь» в номинации «Лучший документальный сериал».
- Премия Правительства Российской Федерации в области СМИ (13 декабря 2017 года) — за создание нового формата информационного портала по поддержке и развитию благотворительности в России[60]
- В 2018 году получил Гран-при Конкурса «Артдоксеть» за документальный сериал «Возраст несогласия»[61].
- Трижды становился лауреатом премии «Профессия — журналист» фонда «Открытая Россия»: в 2019 году — специальный приз за документальный сериал «Холивар. История Рунета», в 2022 году — в номинации «Документальный фильм» за фильм «Разрыв связи», в 2023 году в номинации «Видеодокумент» за фильм «Пентагон»[62][63][64].
- Четырежды становился лауреатом ежемесячной журналистской премии «Редколлегия»: в сентябре 2019 года — за сериал «Холивар. История рунета», в июне 2022 года — за фильм «Разрыв связи»[65], в октябре 2023 года — за сериал «Пентагон», в июне 2024 года — за фильм «Возраст несогласия. 2024».

## Фильмография
Документалистика
- «О, мир, ты — спорт!» (10.10.2004)[66]
- «Русские идут» (2013)[67]
- «Анатомия процесса» (2.09.2013)[68]
- «Гордость и предубеждения» (19.09.2013)
- «Путешествие из Петербурга в Москву: особый путь» (2014)
- «Вторая и единственная» (2015)[69]
- «Правильный уход» (2016)[70]
- «Березовский — это кто?» (2018)[71]
- «Возраст несогласия» (2018)[72][73].
- «Холивар. История Рунета» (2019)[74]
- «Пусть всё горит» (2020)[75]
- «Он такой один» (2021)
- «Русские хакеры: Начало» (2022)
- «Разрыв связи» (2022)[41]
- «Пентагон» (2023)[43]
- «Возраст несогласия. 2024» (2024)[76]

Кинофильмы
- «Шапито-шоу» (2011) — редактор ток-шоу «Цена жизни»[77]
- «Звёздный ворс» (2011) — корреспондент ИШТВ[78]

### «Профессия — репортёр»
2009
- «И вновь продолжается бой»
- «Недорогие гости»
- «Барби-суперстар»

2008
- «Теперь здесь офис» (не вышел в эфир[79])
- «Ты уволен!»
- «Не наше дело»
- «Как потратить миллион»
- «Время Че»
- «Раздвоение личности»
- «Хочу потреблять!»

2007
- «Жизнь в тупике»[80]
- «План побега»
- «Уход из частной жизни»
- «Жёлтая лихорадка»
- «Великая депрессия»
- «Жизнь против правил»
- «Игры взрослых детей»
- «Кто боится Вирджинию?»[81] (специальный репортаж)
- «Чудеса обетованные»

2006
- «Реальные пацаны»[82]
- «Дети коридоров»[83][84]
- «Лондонград»
- «Кыштымский карлик»
- «Кассовый психоз»
- «Третий пол»
- «Возвращение интуриста»
- «Джекпот-потрошитель»

2005
- «Уроки французского» (специальный репортаж)[85]
- «Обыкновенный антифашизм»
- «Люди из подполья»
- «Антихрист-суперстар»
- «Части тела»
- «Четверг, 13-е» (специальный репортаж, совместно с Ильей Зиминым)
- «Детки»
- «Лекарство от смерти»
- «Берег мёртвых»[86]

2004
- «Потусторонним вход разрешён»
- «109 градусов по Цельсию»
- «Русская кадриль»

2002
- «Призрак антиглобализма»